# (96) Egle
(96) Egle es un asteroide perteneciente al cinturón de asteroides descubierto por Jérôme Eugène Coggia el 17 de febrero de 1868 desde el observatorio de Marsella, Francia.
Está nombrado por Egle, una diosecilla de la mitología griega.

## Características orbitales
Egle orbita a una distancia media del Sol de 3,052 ua, pudiendo acercarse hasta 2,628 ua. Tiene una inclinación orbital de 15,97° y una excentricidad de 0,139. Emplea 1948 días en completar una órbita alrededor del Sol.